# Burnaby North (circonscription britanno-colombienne)
Pour les articles homonymes, voir Burnaby (homonymie).
Circonscription électorale provinciale du Canada
Burnaby North est une circonscription provinciale de la Colombie-Britannique représentée à l'Assemblée législative de la Colombie-Britannique depuis 1966.

## Géographie
La circonscription représente la partie nord-ouest de la ville de Burnaby dans la région du Grand Vancouver.

## Liste des députés
| Législature                    | Années                         | Député                         | Député                         | Parti                          |
| Burnaby North Issue de Burnaby | Burnaby North Issue de Burnaby | Burnaby North Issue de Burnaby | Burnaby North Issue de Burnaby | Burnaby North Issue de Burnaby |
| ------------------------------ | ------------------------------ | ------------------------------ | ------------------------------ | ------------------------------ |
| 28e                            | 1966–1969                      |                                | Eileen Dailly                  | Néo-démocrate                  |
| 29e                            | 1969–1972                      |                                | Eileen Dailly                  | Néo-démocrate                  |
| 30e                            | 1972–1975                      |                                | Eileen Dailly                  | Néo-démocrate                  |
| 31e                            | 1975–1979                      |                                | Eileen Dailly                  | Néo-démocrate                  |
| 32e                            | 1979–1983                      |                                | Eileen Dailly                  | Néo-démocrate                  |
| 33e                            | 1983–1986                      |                                | Eileen Dailly                  | Néo-démocrate                  |
| 34e                            | 1986-1991                      |                                | Barry Jones                    | Néo-démocrate                  |
| 35e                            | 1991–1996                      |                                | Barry Jones                    | Néo-démocrate                  |
| 36e                            | 1996–2001                      |                                | Pietro Calendino               | Néo-démocrate                  |
| 37e                            | 2001–2005                      |                                | Richard T. Lee                 | Libéral                        |
| 38e                            | 2005–2009                      |                                | Richard T. Lee                 | Libéral                        |
| 39e                            | 2009–2013                      |                                | Richard T. Lee                 | Libéral                        |
| 40e                            | 2013–2017                      |                                | Richard T. Lee                 | Libéral                        |
| 41e                            | 2017–2020                      |                                | Janet Routledge                | Néo-démocrate                  |
| 42e                            | 2020–2024                      |                                | Janet Routledge                | Néo-démocrate                  |
| 43e                            | 2024–en cours                  |                                | Janet Routledge                | Néo-démocrate                  |

## Résultats électoraux

Frontière de la circonscription en 2015.